# 显通寺 (淮北市)
显通寺又称相山庙、显济王庙，位于安徽省淮北市相山区相山南麓的相山国家森林公园内，是供奉相山神的庙宇。
显通寺地处龙山、虎山两峰之峪，三面环山。在显通寺山门奎楼，可眺望淮北市区。当地民众来此祭祀，以求“兴云播雨，稼穑以丰”。

## 历史
清朝同治八年（1869年）的碑文记载：西晋太康五年（284年），诏诸侯祀界内山川，沛国令郭卿建庙，刻铭曰：“巍巍相山，盘郁穹崇，上应房心，天灵冲，兴云播雨，稼穑以丰”。故将显通寺历史追溯至晋朝。唐朝永徽元年（650年）重建，封相山神旧号为“明上王”。刘齐阜昌二年（1131年），封相山神为显济王。北宋元丰八年（1085年），敕赐显通庙额。宣和五年（1123年），封相山神为崇惠侯。
清朝乾隆二十四年（1759年），安徽巡撫高晉奏请发帑重修。民国时期，民间又有重修。淮海战役期间，华东野战军副司令员粟裕曾在此召开高干会议，研究作战方案。
1973年，淮北市人民政府投资维修显通寺。1976年，辟为淮北市博物馆。1980至1985年，再度拨款维修。1989年5月，安徽省人民政府公布为第三批安徽省文物保护单位。1992年、2006年，有增建。

## 建筑、文物
显通寺为四进大院，占地两万平方米。大殿后院为先贤祠，供奉宋国始祖微子牌位。共有35间房屋，其中，山门奎楼3间，宝藏室3间，走廊14间，东西配房各7间，大殿5间，后殿3间，戏台1座，六角亭（永惠亭）1座，新建碑廊1处。现存建筑为清朝代所建，民国时期重修。建筑结构为清代式样，除山门奎楼、大殿、六角亭的屋面为玻璃瓦，其他房屋均为青砖小瓦，两面坡式的建筑。1992年，在大殿东侧配房设相王殿。2006年4月，在大殿北面建大雄宝殿。
寺中原有汉代碑刻三百余块，现已无存。今存宋、元、明、清历代碑刻22方。其中，有清代乾隆帝御书 “惠我南黎”恭摹碑和高晉书“渗水崖”碑刻。